# اینترنشنال ایرلینک
اینترنشنال ایرلینک (به انگلیسی: International AirLink) یک شرکت هواپیمایی با کد یاتا I4 است که در ۱۹۹۶ میلادی تأسیس شده‌است. دفتر مرکزی اینترنشنال ایرلینک در مونتگوبی، جامائیکا واقع شده‌است و قطب این شرکت هواپیمایی در فرودگاه بین‌المللی سنگستر قرار دارد.